# 天主教托里特教區
天主教托里特教區（拉丁語：Dioecesis Toritensis）是羅馬天主教會以南蘇丹共和國托里特為中心的一個教區，屬朱巴總教區。
教區位於該國東南部的東赤道省，2005年時有596,000名教友，廿三個堂區和六十八名司鐸。教區主教現時出缺，榮休主教為帕里德·塔班。
1983年5月12日自朱巴總教區升格為教區。

## 歷任主教
- 帕里德·塔班（1983年5月12日－2004年2月7日）
- 阿基奧·約翰遜·穆特克（2007年6月9日－2013年3月15日）
- 斯德望·阿梅尤·瑪爾定·穆拉（德语：Stephen Ameyu Martin Mulla）（2019年1月3日－2019年12月12日）[1][4]